# Chevrolet Prisma
Se conoce con el nombre de Chevrolet Prisma, a una serie de automóviles de turismo del segmento B, producidos y desarrollados por el fabricante estadounidense General Motors, a través de la filial brasileña de su marca Chevrolet. Esta denominación se utilizó para identificar a dos generaciones producidas únicamente en versión sedán y presentadas como complementos de otros modelos desarrollados y producidos en versión hatchback. 

## Galería

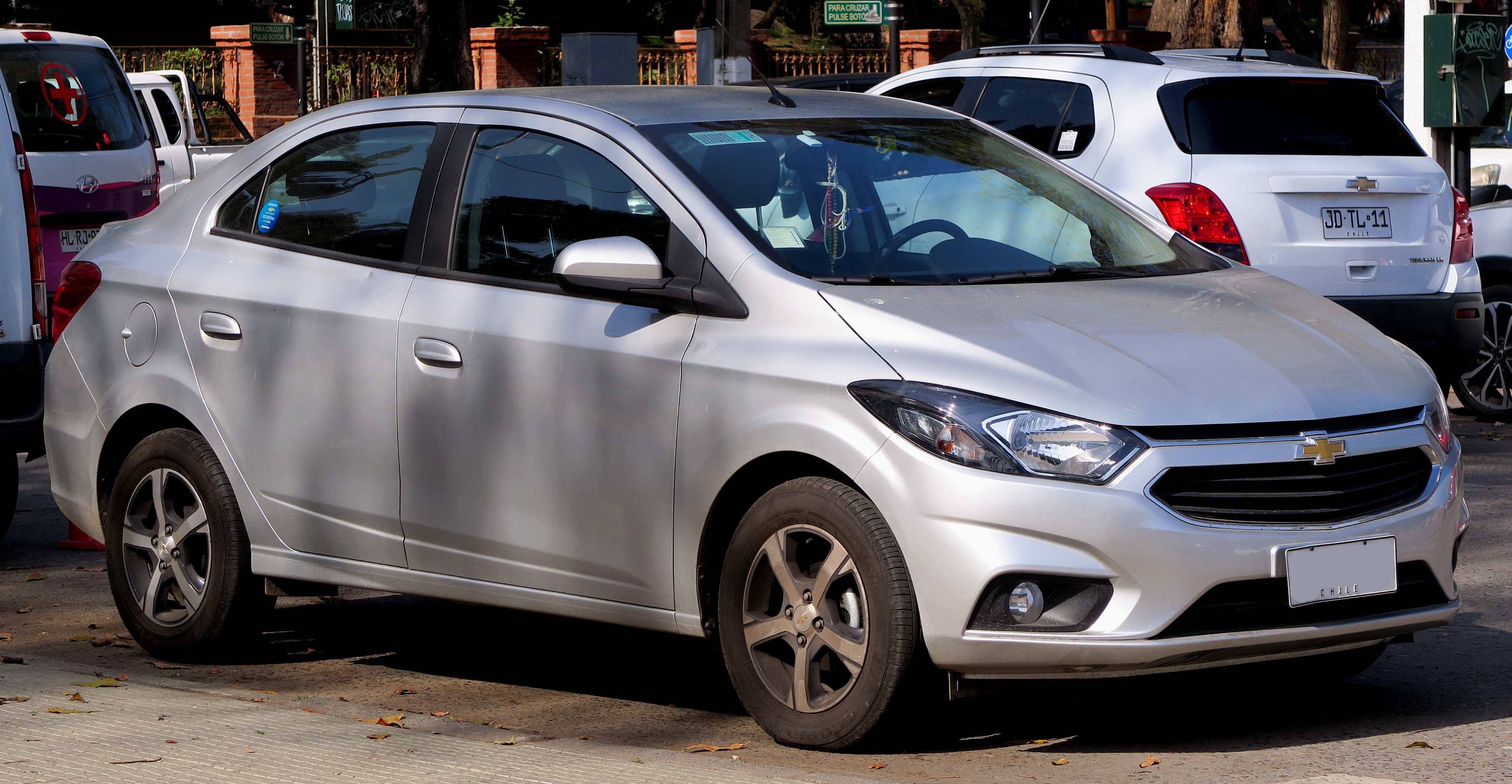
Chevrolet Prisma Joy 1.4 LTZ 2019
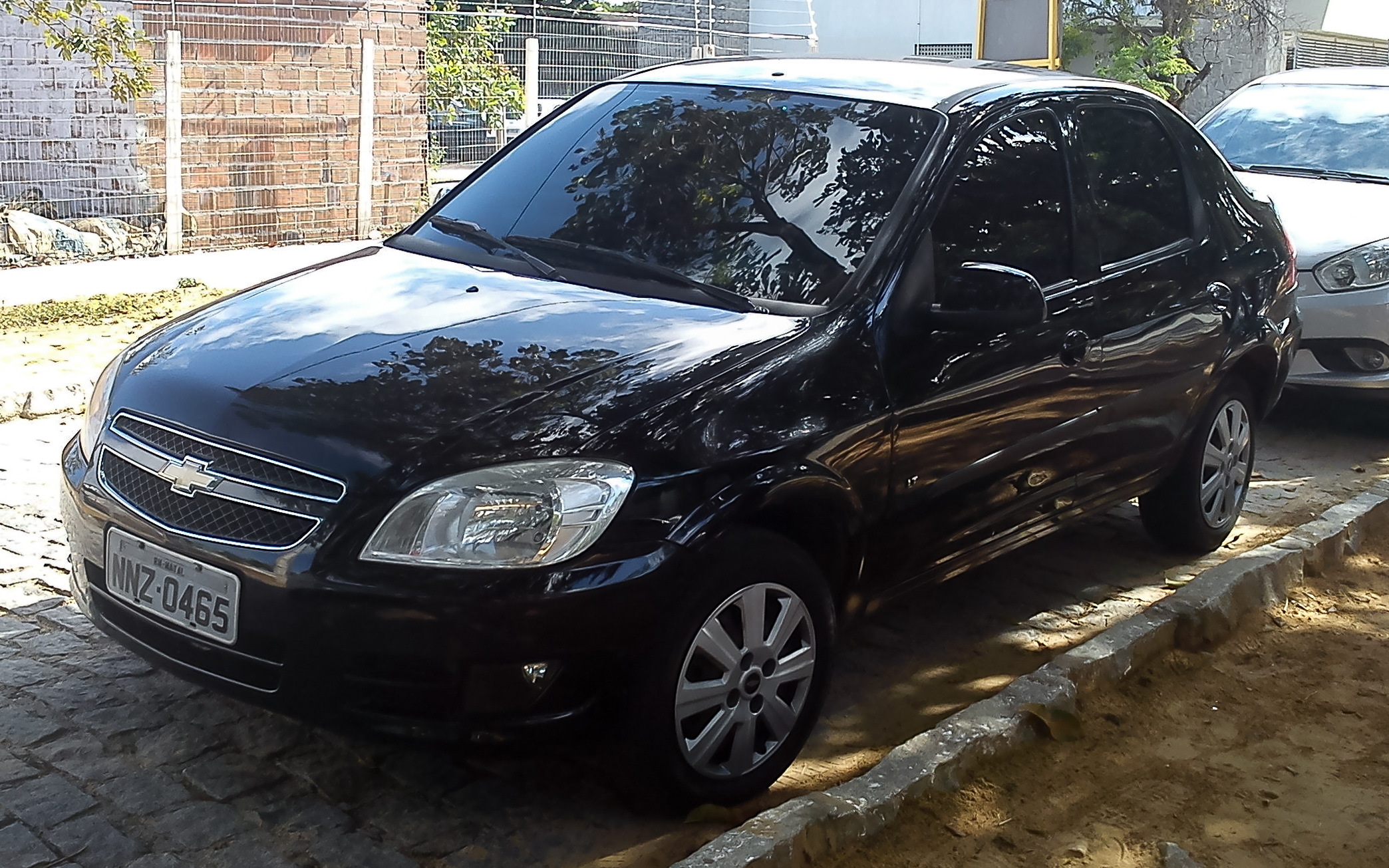
Chevrolet Prisma (Primera Generación)
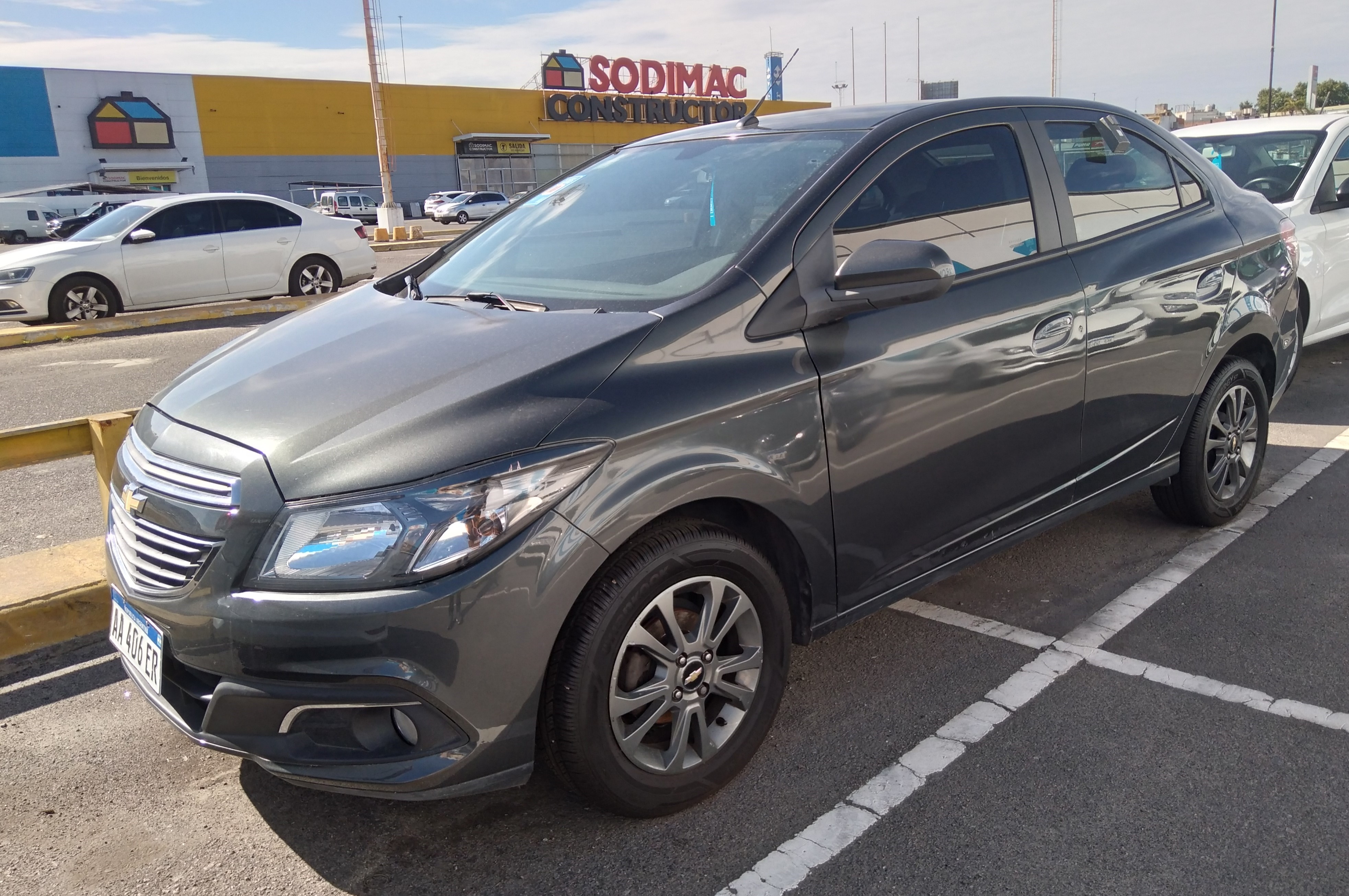
Chevrolet Prisma 2016
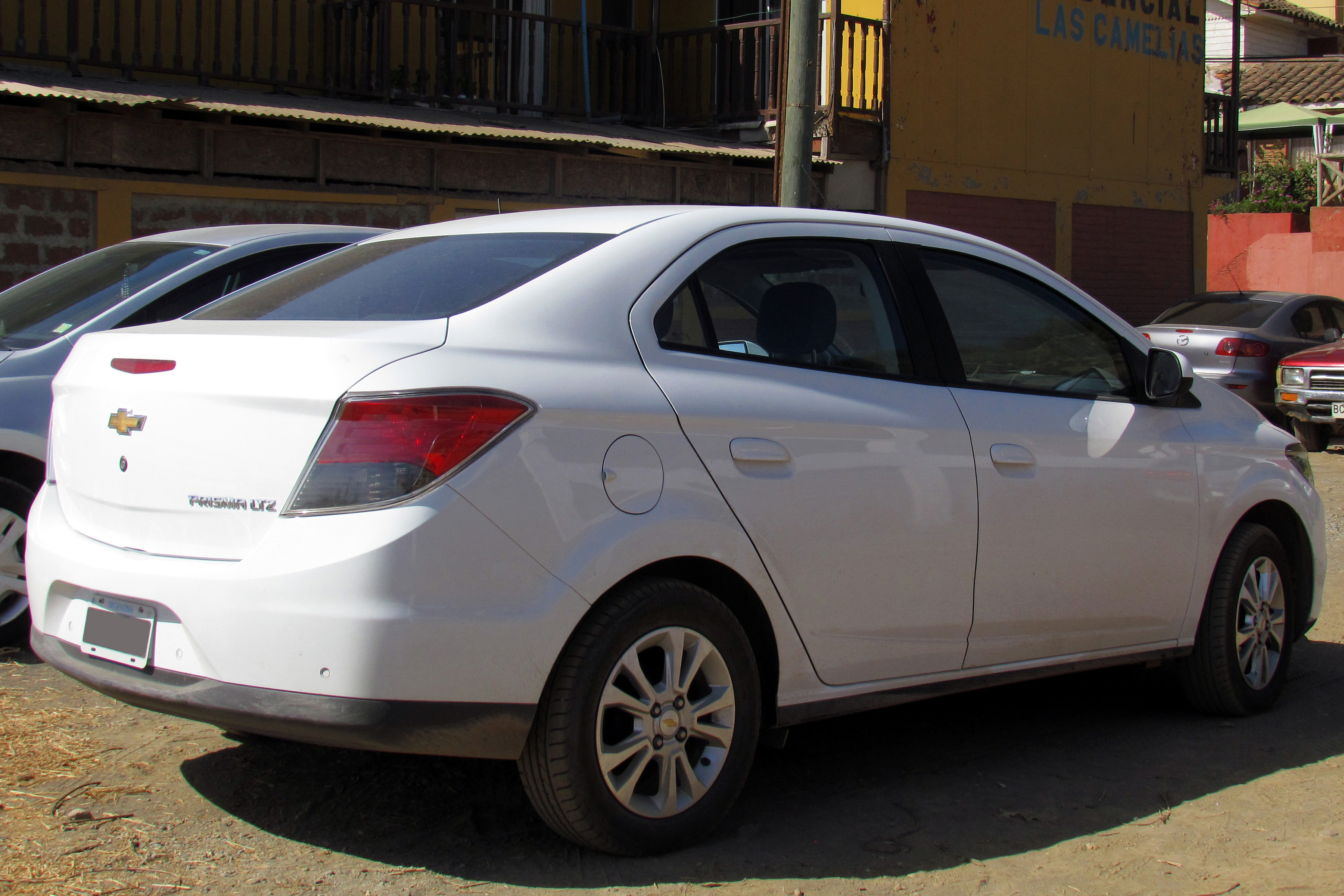
Lado izquierdo del Chevrolet Prisma

Los modelos a saber fueron los siguientes:
- Primera generación: Chevrolet Celta.
- Segunda generación: Chevrolet Onix.

- Datos: Q2963106
- Multimedia: Chevrolet Prisma / Q2963106